# Museo de Historia de Estonia
El Museo de Historia de Estonia (en estonio: Eesti Ajaloomuuseum) es un museo sobre la historia de Estonia en Tallin. Inicialmente fue establecida por el farmacéutico Johann Burchart, quien dirigía la farmacia del ayuntamiento conocida como Raeapteek .
Inaugurado en 1987, retoma el recorrido de su homólogo de mediados del siglo XIX para cubrir las convulsiones políticas y sociales del siglo XX. Sus exhibiciones incluyen maniquíes vestidos históricamente y recreaciones de interiores domésticos. Las décadas de 1940 y 1950 están representadas por uniformes y armas del ejército. Hay una cabaña original utilizada por los Forest Brothers, los partisanos legendarios que lucharon contra la ocupación soviética, y una réplica de un escritorio utilizado por un secretario del partido comunista.[cita requerida]
El museo tiene cuatro ubicaciones: el palacio Maarjamäe, el Gran Gremio de Tallin, el Museo del Cine y el Museo del Teatro y la Música.

## Historia
En 1802, el farmacéutico de Tallin, Johann Burchard, inició una colección llamada Mon Faible (en español, Mi debilidad). Su primer artículo fue una pipa de opio de China. En 1822, Buchard acogió una exposición en la Casa de la Hermandad de los Cabezas Negras.
En 1842, la Sociedad de Literatura de Estonia (en estonio: Estländische Literärische Gesellschaft) comenzó a recopilar materiales para formar un museo. En 1864, se fundó el Museo Provincial de la Sociedad Literaria de Estonia en Canute Guild .
Durante la ocupación soviética de Estonia, el museo fue nacionalizado y sus colecciones entregadas a otros museos. Algunos de sus materiales fueron destruidos.
En 1952, el museo se trasladó al Gran Gremio de Tallin. En 1989, pasó a llamarse Museo de Historia de Estonia.

## Palacio Maarjamäe
En 1873, el conde Anatoli Orlov-Davydov (1837-1905) compró el terreno en el que se encuentra actualmente el palacio Maarjamäe a Christian Abraham Rotermann, quien había construido un molino de vapor y fábricas en el terreno. Orlov-Davydov llamó a la tierra Marienberg, probablemente en honor a su esposa María. Maarjamäe es la versión estonia de María.
Debido a la Revolución rusa de 1917, los Orlov-Davydov arrendaron la mansión. Entre 1933 y 1937, la mansión albergó un restaurante y abrió un hotel. Luego, el gobierno de Estonia compró la mansión y la utilizó para albergar la Escuela de Aviación Militar de la República de Estonia. La escuela cerró cuando los soviéticos comenzaron a ocupar Estonia y, en 1940, el ejército soviético se hizo cargo del edificio.
En 1987, se inauguró en la mansión el Museo de Historia de la Revolución de la RSS de Estonia. Cuando Estonia recuperó la independencia en 1991, el museo fue renovado y actualizado.
El Museo del Cine, establecido en 2006, se trasladó al complejo del palacio en 2017.